# Mella
De Mella is een rivier in de regio Lombardije in het noorden van Italië met een lengte van 96 kilometer. De rivier ontspringt in de Manivapas en stroomt door Val Trompia naar de Oglio bij Ostiano.

## Plaatsen langs de Mella
- Sarezzo
- Concesio
- Brescia
- Manerbio